# اورخون (بولگان)
اورخون (به لاتین: Orkhon) یک منطقهٔ مسکونی در مغولستان است که در استان بولگن واقع شده‌است.